# Lemurer
Lemurer (Lemuridae) är en familj primater som finns på Madagaskar. Enligt aktuell bedömning består familjen av fem släkten med omkring 20 arter. Ett släkte med två arter är redan utdött. Tidigare räknades även muslemurer och vesslemakier till familjen, men de klassificeras idag som självständiga familjer.

## Kännetecken
De nu levande arterna i familjen når en kroppslängd mellan 24 och 57 centimeter och därtill kommer en 32 till 65 centimeter lång svans. Vikten varierar mellan 0,7 och 4 kilogram – de utdöda arterna var något större. De bägge könen är som hos alla medlemmar i delordningen Lemuriformes nästan lika stora, men i släktet makier (Eulemur) finns tydliga skillnader angående pälsfärgen. Pälsen är mjuk, tät och ullig med en grundfärg i brun, grå eller svart. Ibland finns yviga håransamlingar vid öronen, kinden eller främre halsen. Kroppens byggnad är nästan likadant för alla arter. Bålen är smal, extremiteterna långa och den långa svansen är yvig. De bakre extremiteterna är något längre än de främre. Nästan alla tår bär naglar med undantag av den andra tån som har den klo som är typisk för alla medlemmar i samma underordning.
Hos släktet halvmakier och arten stor bambulemur är nosen kort. Hos alla andra arter är nosen långsträckt och påminner om hundarnas nos. Tandformeln är I3/3-C1/1-P3/3-M3/3, alltså 36 tänder. De övre framtänderna är ganska små, hörntänderna lite större än hos besläktade arter.

## Utbredning och habitat
Liksom alla andra medlemmar i delordningen Lemuriformes lever lemurer bara på Madagaskar. Mungomaki (Eulemur mongoz) och brun maki (Eulemur fulvus) infördes av människan på Komorerna. Lemurer lever i torra skogar på öns västra sida och i regnskogen på öns östra sida, några arter (huvudsakligen ringsvanslemur) finns även i torra regioner i öns södra del. De saknas däremot i klippiga områden i öns centrum.

## Levnadssätt
Dessa primater vistas huvudsakligen i träd; bara ringsvanslemuren (kanske även de utdöda arterna i släktet Pachylemur) syns ofta på marken. De går med fyra extremiteter på grenar eller hoppar för att komma framåt. I motsats till andra medlemmar i delordningen Lemuriformes är de inte bara aktiva på natten. Flera arter är aktiva på dagen och hos vissa finns ingen utpräglad dygnsrytm.
De lever i grupper som antingen är familjer eller större flockar med flera vuxna hannar och honor. Reviret markeras med sekret från körtlarna. Körtlarna sitter ibland vid handleden eller nära djurets anus. Lemurer har även olika läten för att kommunicera, hos ringsvanslemur registrerades 30 olika toner.
Arterna är huvudsakligen växtätare. Födan utgörs främst av frukter och blad, hos halvmakier ingår bambu i födan. Vanligen beror födans sammansättning på årstiden, art och levnadsområde. Några arter äter i viss mån kött, bland annat insekter, spindeldjur, mångfotingar eller mindre ryggradsdjur.

## Fortplantning
Hos de flesta arter i familjen har honorna ett par spenar och vanligen föds bara en unge åt gången. Hos släktet varier har honor däremot tre par spenar och de föder vanligen tvillingar eller trillingar. Parningstiden är beroende på årstiden, de flesta ungarna föds mellan september och december kort före regntiden. Dräktigheten varar hos varier i 90 till 100 dagar och hos de andra arterna i 125 till 150 dagar. Angående ungarnas uppfostran skiljer sig varier från de andra medlemmarna i familjen. Varier bygger bon av blad där ungarna vistas under de första levnadsdagarna. Hos andra arter klamrar sig ungen fast i moderns päls eller blir "parkerad" i något gömställe när honan letar efter föda. Efter cirka fem månader slutar honan att ge di. Ungarna är könsmogna efter två till tre år.

## Hot
Nästan alla arterna är hotade. Hoten utgörs huvudsakligen av habitatförlust genom skogsskövling, svedjebruk eller gruvdrift, och flera arter är föremål för jakt. De flesta arterna har nu förkrympta habitat som ofta är uppdelade i områden utan kontakt sinsemellan. IUCN listar flera arter som starkt hotade (endangered) eller sårbara (vulnerable). Två arter i släktet Pachylemur har dött ut under de senaste 1 000 åren, och troligen var människan delaktig i försvinnandena.

## Systematik
Lemurer är en av fem levande familjer i delordningen Lemuriformes. Hur familjerna är släkt med varandra är inte helt utrett, antagligen är lemurer systergruppen till indrier.
Familjen delas i 6 släkten (däribland ett utdött släkte) med tillsammans omkring 20 arter.
- Makier (Eulemur), 12 arter
- † Pachylemur, två arter
- Halvmakier (Hapalemur), 6 arter
- Stora bambulemurer (Prolemur), en art
- Ringsvanslemurer (Lemur), en art
- Varier (Varecia), två arter

Enligt aktuella studier uppkom släktena enligt följande kladogram.
```
Lemurer (Lemuridae)
  ├──Varier (
Varecia
)
  └──N.N.
       ├──Makier (
Eulemur
)
       └──N.N.
           ├──Stora bambulemurer (
Prolemur
)
           └──N.N.
               ├──Ringsvanslemurer (
Lemur
)
               └──Halvmakier (
Hapalemur
)
```